# Студентська (зупинний пункт)
Студе́нтська — пасажирський залізничний зупинний пункт Одеської дирекції Одеської залізниці на лінії Одеса-Застава I — Арциз між зупинними платформами Путейська (4,5 км) та Нагірна (2,3 км). Розташований у курортному селищі Кароліно-Бугаз Білгород-Дністровського району Одеської області, яке є одним із найбільш екологічно чистих місць відпочинку на Чорноморському узбережжі та найближчою від Одеси з числа «курортних зупинок» Кароліно-Бугазу.

## Пасажирське сполучення
На платформі зупиняється 5 пар електропоїздів місцевого сполучення.
Неподалік платформи Студентська розташований Центр оздоровлення студентської молоді «Чайка» Одеського національного політехнічного університету, невелика кількість об'єктів відпочинку (готелі та бази відпочинку), які розташовані практично на узбережжі Чорного моря. Відпочиваючим пропонуються приватні котеджі та дачі.